# Serienovell
| Serienovell |
| --- |
| Henri Gylander, en av flera nordiska serieskapare som använder serienovellformatet. - Betydelse – kortare berättelse i serieform - Karaktär – ofta icke-humoristisk, i likhet med noveller i skriven form - Relaterade begrepp – seriealbum, serieroman (grafisk roman) |

Serienovell är en ibland använd term för en kortare berättelse i serieform. Den kan, i likhet med prosanoveller, publiceras i tidning och sedan samlas i bokform motsvarande den skrivna prosans novellsamlingar. Den kan även ges ut som en tunn bok (seriealbum).

## Definition och termer
Termen serienovell används ofta om serieberättelser av berättande, icke-humoristisk karaktär. Serienovellen bör skiljas från den längre, romanliknande serieromanen – graphic novel på engelska – men även längre seriealbum med allvarligt menat innehåll kan i vissa sammanhang benämnas serienoveller.
Som en kombinationen av den engelska termen graphic novel och svensk serieterminologi har myntats begreppet grafisk novellett. Denna syftar då ofta på en (längre) serienovell utgiven som ett eget häfte. Innehållet kan då också vara mer experimentellt.